# Дудинское (Ленинградская область)
Дудинское — деревня в Самойловском сельском поселении Бокситогорского района Ленинградской области.

## История
ДУДИНСКОЕ — деревня Клинского общества, прихода Черенского погоста. 

Крестьянских дворов — 7. Строений — 12, в том числе жилых — 9. Жители занимаются рубкой, возкой и сплавом леса.

Число жителей по семейным спискам 1879 г.: 21 м. п., 22 ж. п.; по приходским сведениям 1879 г.: 17 м. п., 22 ж. п.

В конце XIX — начале XX века деревня административно относилась к Анисимовской волости 5-го земского участка 3-го стана Тихвинского уезда Новгородской губернии.

ДУДИНСКО — деревня Клинского общества, число дворов — 7, число домов — 12, число жителей: 31 м. п., 31 ж. п.; Занятия жителей: земледелие, лесные заработки. (1910 год)

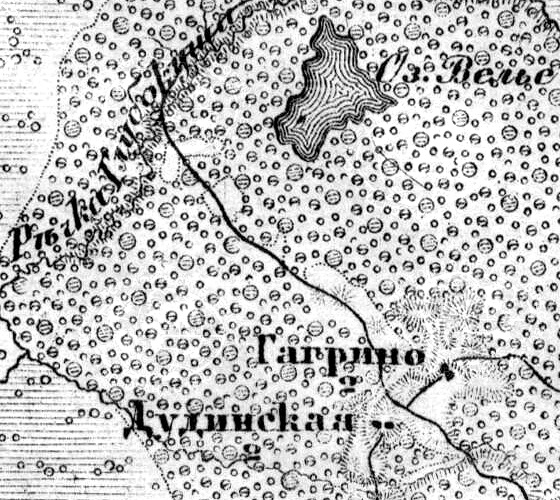
Деревня Дудинское на карте 1917 года

Согласно карте Новгородской губернии 1917 года, деревня называлась Дудинская и насчитывала 2 крестьянских двора.
По данным 1933 года деревня Дудинское входила в состав Стругского сельсовета Хвойнинского района Ленинградской области.
По данным 1966 года деревня Дудинское входила в состав Стругского сельсовета.
По данным 1973 и 1990 годов деревня Дудинское входила в состав Анисимовского сельсовета.
В 1997 году в деревне Дудинское Анисимовской волости проживали 2 человека, в 2002 году — постоянного населения не было.
В 2007 и 2010 годах в деревне Дудинское Анисимовского СП постоянного населения не было.
В 2014 году Анисимовское сельское поселение вошло в состав Самойловского сельского поселения Бокситогорского района.

## География
Деревня расположена в юго-западной части района на автодороге 41К-294 (Струги — Дудинское).
Расстояние до административного центра поселения — 23 км.
Расстояние до ближайшей железнодорожной станции Пикалёво на линии Волховстрой I — Вологда — 57 км.

## Демография
| 1997 | 2002 | 2007 | 2010 | 2017 |
| ---- | ---- | ---- | ---- | ---- |
| 2    | ↘0   | →0   | →0   | →0   |